# Huisorde van Schaumburg-Lippe
De Huisorde van Schaumburg -Lippe is de opvolger of de voortzetting van het oudere Erekruis van het gehele Vorstelijke Huis van Lippe (Duits: "Ehrenkreuz des Fürstlich Lippischen Gesamthauses") dat op 25 oktober 1869 door de vorsten Adolf George van Schaumburg-Lippe en Leopold III van Lippe (Detmold) werd ingesteld als een gezamenlijke ridderorde in de twee vorstendommetjes.
De Orde kende bij de stichting drie graden en een aan de Orde verbonden gouden en zilveren medaille van Verdienste maar werd op 23 oktober 1887 door en Adolf I George van Schaumburg-Lippe en Leopolds zoon en opvolger Woldemar van Lippe uitgebreid tot een Orde van Verdienste met tien graden.
In 1890 werd de gezamenlijke verlening van de Orde beëindigd. De twee vorsten verleenden nu ieder hun eigen Orde die alleen door het brandnetelblad en de initiaal in het medaillon van die van zijn verwant verschilde.
Zie daarom ook: Ridderorden van Lippe-Detmold.
Na deling in 1890 spreekt men van de Huisorde van Schaumburg-Lippe en het Vorstelijk Lippische Erekruis.

## Graden van het Erekruis van het gehele Vorstelijke Huis van Lippe in 1887
De vorst draagt een zilveren ster en, als enige, het brede grootlint van de Orde over de rechterschouder.
- Erekruis der Eerste Klasse

Dit kruis wordt met een kroon als verhoging om de hals gedragen. Deze graad was tot 1887 de Tweede Klasse die, bij uitzondering, ook met kroon werd toegekend. De dragers van de Eerste Klasse droegen ook de zilveren ster van de Orde op hun linkerborst.
- Erekruis der Tweede Klasse

Dit kruis, zonder kroon, is de oude Eerste Klasse van de Orde. Het kruis wordt aan een lint om de hals gedragen. Voor oorlogsverdienste kan de Tweede klasse ook met eikenloof boven het kruis worden toegekend.
- Erekruis der Derde Klasse

Dit kruis was ooit de Tweede Klasse. Het gouden kruisje wordt, zonder kroon, aan een lint op de linkerborst gedragen.
- Erekruis der Vierde Klasse

Dit niet geëmailleerde kruis, het medaillon is wel geëmailleerd, wordt zonder kroon aan een lint op de linkerborst gedragen.
- Erekruis der Vijfde Klasse in goud (opgeheven in 1887)
- Erekruis der Vijfde Klasse in Zilver (opgeheven in 1887)
- Gouden Erekruis (na 1887 Kruis van Verdienste in Goud)

Het kruis is gelijk aan het erekruis maar is geheel van verguld zilver.
- Zilveren Erekruis (na 1887 Kruis van Verdienste in Zilver)

Het kruis is gelijk aan het erekruis maar is geheel van zilver.
Alle graden konden met zwaarden worden verleend. Dan werden twee gekruiste vergulde of zilveren zwaarden in de armen van het kruis aangebracht. Bij bevordering bleef men dit kruis dragen en werd het kruis van de hogere klasse, naar Pruisisch voorbeeld, van zwaarden aan de ring voorzien.
Er zijn niet meer dan 10 verleningen van kruisen met zwaarden of zwaarden aan de ring opgetekend. Misschien zijn er meer geweest. Er zijn 2052 verleningen van andere kruisen , in alle rangen, opgetekend.
In de jaren 1890-1918 werden ook in Schaumburg-Lippe nog graden en bijzondere varianten aan de Orde toegevoegd. Wij noemen:
- Officiers-Erekruis
- Officiers-Erekruis met Zwaarden
- Kruis der Derde Klasse met kroon
- Kruis der Derde Klasse met kroon en zwaarden (misschien nooit verleend)
- Kruis der Vierde Klasse met kroon
- Kruis der Vierde Klasse met kroon en zwaarden

Het kleinood van de Orde
Het juweel of kleinood is een wit achtpuntig gouden kruis van Malta met gouden ballen op de acht punten. In het midden is een medaillon aangebracht dat op een achtpuntige ster met fijne stralen ligt. Op een blauwe ring staat "Für Treue und Verdienst" geschreven. In het medaillon bevindt zich de heraldische Sternberg-Schwalenbergsche rode roos die het embleem van Lippe en haar vorstenfamilie is met daaronder, en daarin verschilt het Schaumburgse kleinood van dat van Lippe-Detmold, een zilveren brandnetelblad.
Op de keerzijde ontbreekt de blauwe ring met het motto en waren van 1869 tot 1890 op een donkerblauwe achtergrond de verstrengelde gekroonde initialen van de twee stichters te zien.
In 1890 werd de initiaal "l" voor Leopold aangebracht en dat bleef zo tot de Orde in 1918 door de Vrijstaat Schaumburg-Lippe werd opgeheven.
Het lint is ponceaurood met een brede gouden bies.
In 1918 werd de vorst gedwongen om af te treden. De leden van de vorstelijke familie beschouwen het Erekruis sindsdien als hun Huisorde en Alexander van Schaumburg-Lippe, titulair vorst van Schaumburg-Lippe noemt zich de Grootmeester van deze Orde met de opmerking dat deze in 1890 zou zijn gesticht. De prins ziet de scheiding in dat jaar kennelijk als een nieuwe stichting.
Ook de troonpretendent van Lippe-Detmold noemt zich Grootmeester van "zijn" Erekruis.